# Südkoreanische Frauenfußballmeisterschaft 2017
Die Südkoreanische Frauenfußballmeisterschaft 2017 war der Ligapokal für südkoreanische Vereinsmannschaften der Frauen. 
Das Pokalturnier begann am 21. Oktober 2017 mit der ersten Runde und endete am 25. Oktober 2017 mit dem Finale. 

## Teilnehmende Mannschaften
Folgende Mannschaften nahmen am Pokal teil:
| WK-League 6 Vereine der WK-League 2017                                                                                        | angemeldetes Team 1 Verein der sich anmeldete |
| - Gyeongju KHNP WFC - Seoul WFC - Incheon Hyundai Steel Red Angels - Hwacheon KSPO WFC - Icheon Daekyo WFC - Boeun Sangmu WFC | - Daegu WFC                                   |

Anmerkung:
Gumi Sportstoto und Suwon FMC WFC nahmen am Pokal nicht teil.

## Austragungsorte
Der Pokal wurde in der Stadt Chungju ausgetragen. Dort gab es zwei Spielstätten: einmal den Chungju-Sanggo-Highschool-Sportplatz und das Chungju-Stadion. 

## Pokalrunden

### Viertelfinale
Die Spiele des Viertelfinale fanden am 21. Oktober 2017 statt. Boeun Sangmu WFC bekam ein Freilos. 
|                   | Ergebnis |                                  |
| ----------------- | -------- | -------------------------------- |
| Gyeongju KHNP WFC | 1:0      | Seoul WFC                        |
| Daegu WFC         | 0:3      | Incheon Hyundai Steel Red Angels |
| Hwacheon KSPO WFC | 4:1      | Icheon Daekyo WFC                |

### Halbfinale
Die Spiele des Halbfinale fanden am 23. Oktober 2017 statt. 
|                                  | Ergebnis |                   |
| -------------------------------- | -------- | ----------------- |
| Boeun Sangmu WFC                 | 0:1      | Gyeongju KHNP WFC |
| Incheon Hyundai Steel Red Angels | 4:3      | Hwacheon KSPO WFC |

### Finale
Das Finale fand am 25. Oktober 2017 im Chungju-Stadion statt. 
|                   | Ergebnis |                                  |
| ----------------- | -------- | -------------------------------- |
| Gyeongju KHNP WFC | 0:1      | Incheon Hyundai Steel Red Angels |